# Estepona
Estepona est une ville de la province de Malaga, dans la communauté autonome d'Andalousie, en Espagne.

## Histoire
Le site d'Estepona a connu une occupation durant la Préhistoire, comme l'attestent les silex et dolmens découverts à l'ouest de la ville. Bien que les origines de la ville n'aient pas encore été clairement établies, les vestiges découverts témoignent d'un passé phénicien puis romain, appartenant probablement à la ville romaine de Salduba, située sur la Via Aurelia qui reliait Malacca à Gadès.
Estepona se nommait Medina Istibūna pendant la période d'Al-Andalus.

## Géographie
Estepona est une station balnéaire située à une trentaine de kilomètres à l'Ouest de Marbella, dominée par la Sierra Bermeja.
La ville est composée de l'ancien village : petites maisons blanches et de nombreux immeubles de construction moderne. Le centre historique possède des rues étroites, pentues et sinueuses.
Estepona possède 21 km de littoral et de nombreuses plages. Les deux plus connues sont celles de la Rada en centre-ville, environ trois kilomètres et la plage du Cristo, baie située après le port de plaisance en direction de Gibraltar. La majorité des plages possèdent des chiringuitos, restaurants à même le sable où on sert le Pescaito Frito, le poisson frit, spécialité d'Estepona. La mer peut être relativement froide lorsque le vent est de Poniente en raison de la proximité du détroit de Gibraltar.
Certaines journées de l'été se traduisent par du brouillard plus ou moins dense sur le littoral en raison d'une très forte évaporation des eaux de la mer Méditerranée due à l'ensoleillement très intensif de la mer en cette période.
Par beau temps, on aperçoit Gibraltar et les côtes de l'Afrique : le Rif marocain.

## Distance par rapport aux autres métropoles
Les distances sont calculées à vol d'oiseau (y compris les îles).
- En Andalousie :
Malaga : 54 km.
Cadix : 55 km.
Séville : 123 km.
Jerez de la Frontera: 145 km
Cordoue : 177 km.
Grenade : 191 km.
Huelva : 214 km.
Jaen : 227 km.
Alméria : 263 km.
- Dans le reste de l'Espagne :
Murcie : 395 km.
Madrid : 460 km.
Alicante : 470 km.
Valence : 497 km.
Saragosse : 675 km.
Palma de Majorque : 766 km.
Asturies : 771 km.
Bilbao : 783 km.
Barcelone : 838 km.
La Corogne: 1 110 km.
Las Palmas de Gran Canaria : 1 336 km.
- Au Maroc :
Tanger : 115 km.

## Climat
Le climat d'Estepona en été est chaud, les températures pouvant avoisiner les 35 °C. Les températures de l'hiver sont relativement douces en journée (environ 15 °C). La température moyenne annuelle est d'environ 18 °C. Les précipitations sont rares (environ 500 mm par an en moyenne) mais intensives lorsqu'elles surviennent. L'ensoleillement culmine à environ 330 jours par an. La côte possède un climat méditerranéen subtropical.
| Mois                                | jan. | fév. | mars | avril | mai  | juin | jui. | août | sep. | oct. | nov. | déc. | année |
| ----------------------------------- | ---- | ---- | ---- | ----- | ---- | ---- | ---- | ---- | ---- | ---- | ---- | ---- | ----- |
| Température minimale moyenne (°C)   | 7,3  | 7,9  | 9    | 10,4  | 13,4 | 17,1 | 19,7 | 20,5 | 18,2 | 14,3 | 10,8 | 8,4  | 13    |
| Température moyenne (°C)            | 12   | 12,8 | 14,1 | 15,6  | 18,7 | 22,2 | 24,8 | 25,4 | 23,1 | 19   | 15,4 | 12,9 | 18    |
| Température maximale moyenne (°C)   | 16,6 | 17,7 | 19,1 | 21    | 23,8 | 27,3 | 29,9 | 30,3 | 27,9 | 23,7 | 20   | 17,4 | 23    |
| Précipitations (mm)                 | 81   | 55   | 49   | 41    | 25   | 12   | 2    | 6    | 16   | 56   | 95   | 88   | 526   |
| Nombre de jours avec précipitations | 8    | 6    | 6    | 7     | 5    | 2    | 1    | 1    | 2    | 6    | 7    | 8    |       |

## Culture locale et patrimoine

### Patrimoine archéologique
- Les dolmens de Coromina
- Les ruines du château de El Nicio
- La villa romaine de Las Torres

### Patrimoine architectural
- Les petites rues blanches de la vieille ville (Casco antiguo) où les maisons sont peintes à la chaux
- L'église (qui fut alternativement église et mosquée)
- La place de l'Horloge (Plaza del Reloj)
- La place des Fleurs (Plaza de las Flores),
- Le château San Luis (El castillo San Luis), dont les vestiges sont situés dans la vieille ville.
- Les arènes (nombreuses animations en été)
- Le phare de Punta Doncella
- Les nombreuses tours de guet arabes, les tours Almenaras disséminées tout au long du littoral.
- L'église de Los Remedios

### Lieux d'intérêt
- Le parc zoologique Selwo aventura
- La promenade maritime
- Le port d'Estepona
- L'école d'art équestre Costa del Sol
- Le parc naturel San Isidro Labrador, dit "Los Pedregales".
- L'Orchidarium, inauguré en mars 2015.
- Le Théâtre Auditorium Felipe VI, inauguré en mars 2015.

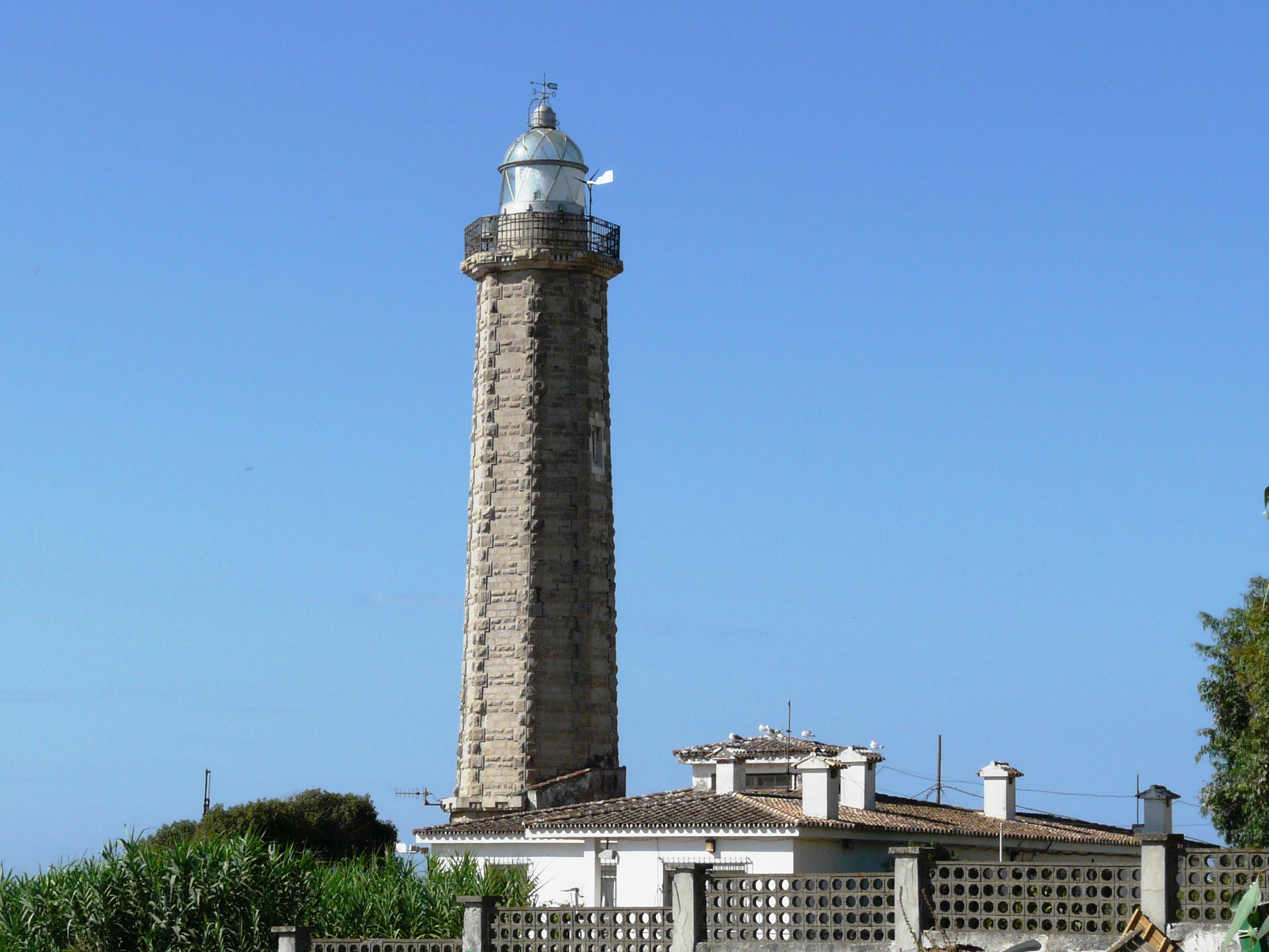
Phare d'Estepona.
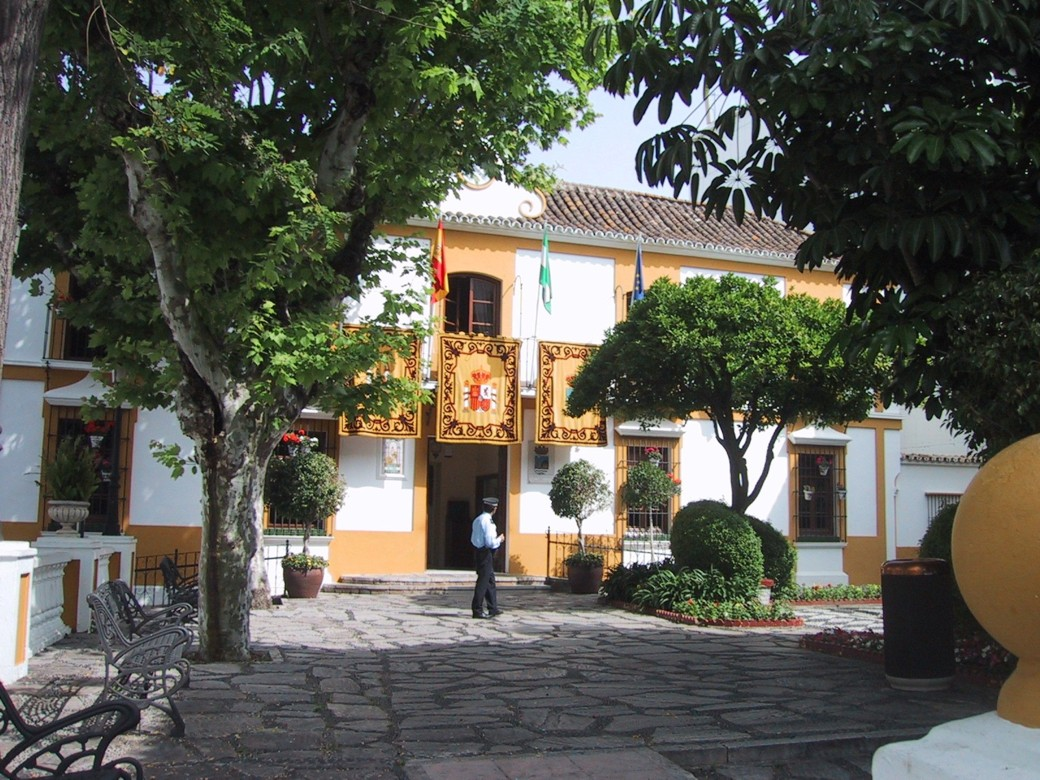
La vieille ville.
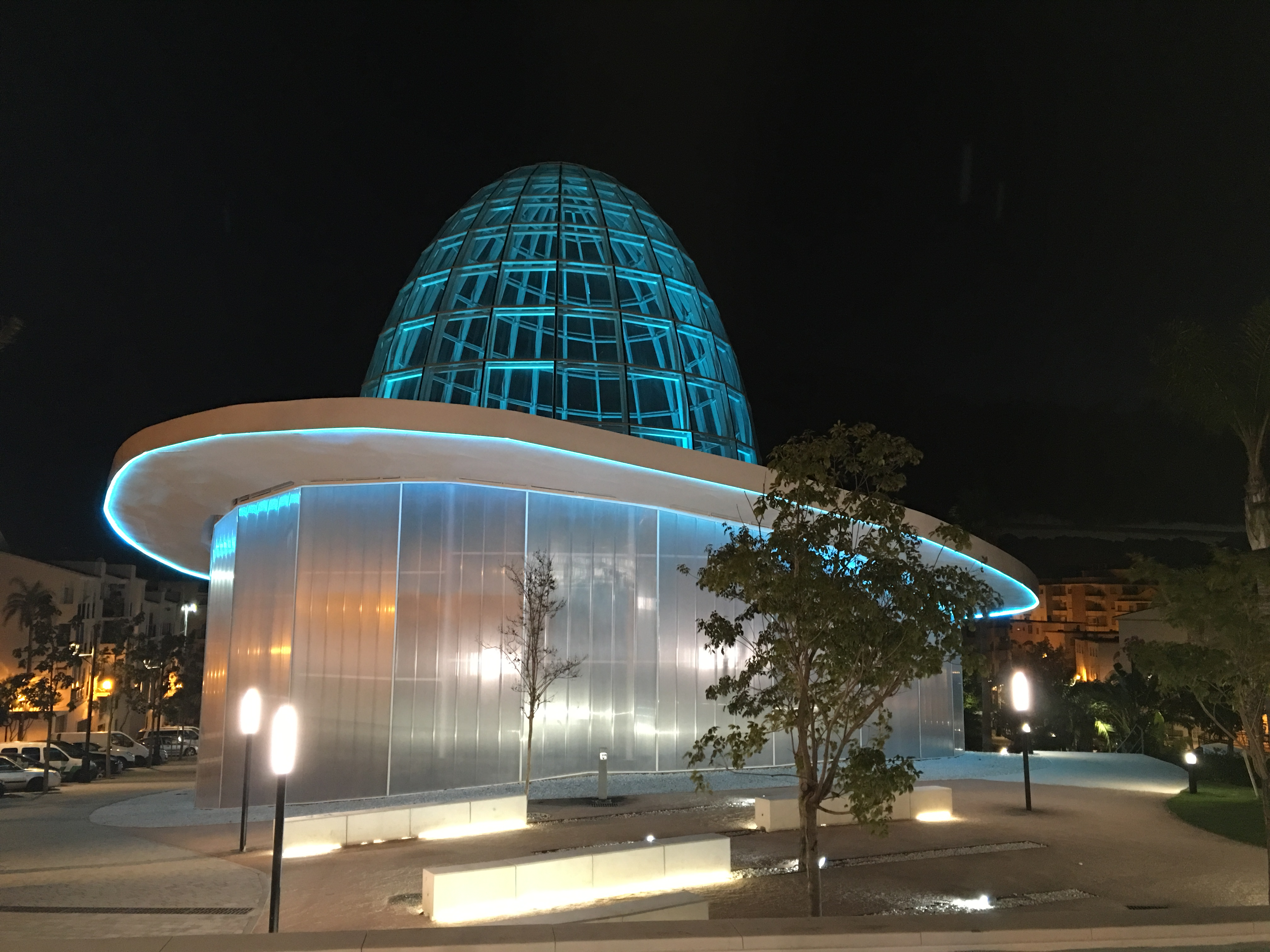
L'Orchidarium.
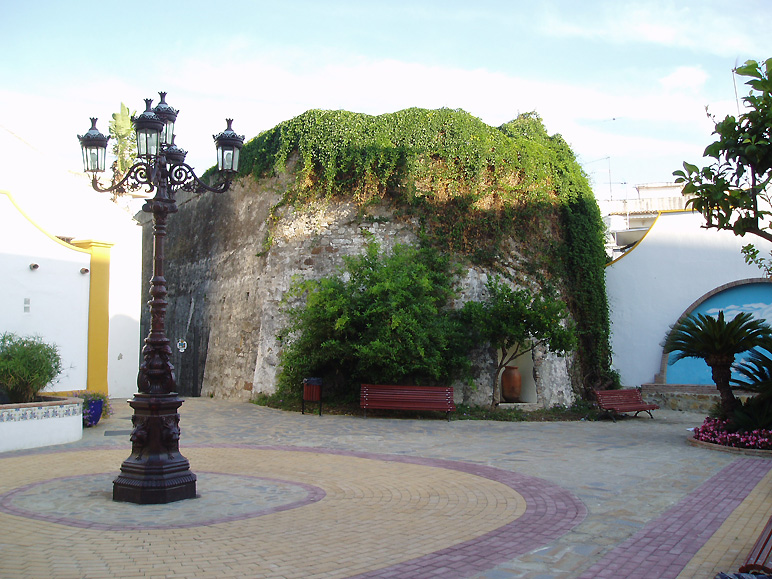
Le château de San Luis.
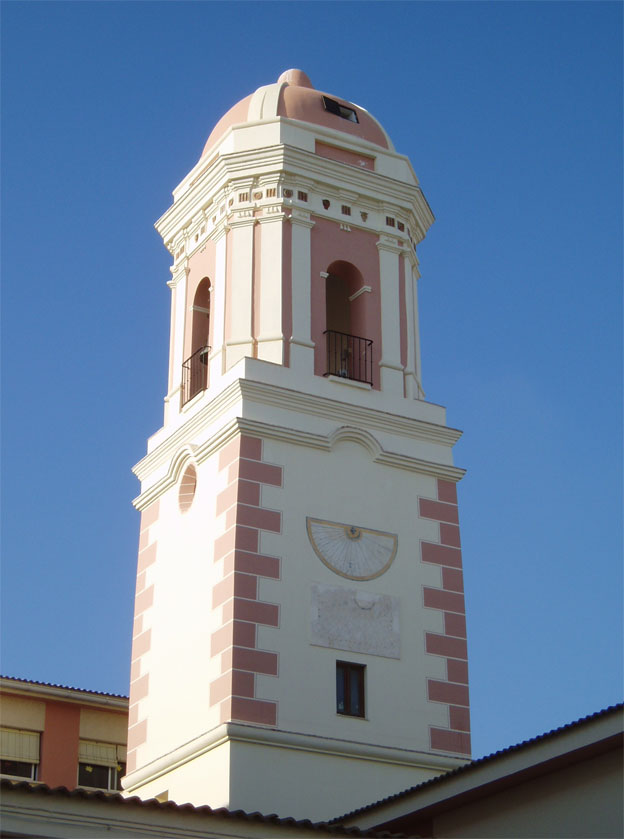
La tour de l'Horloge.
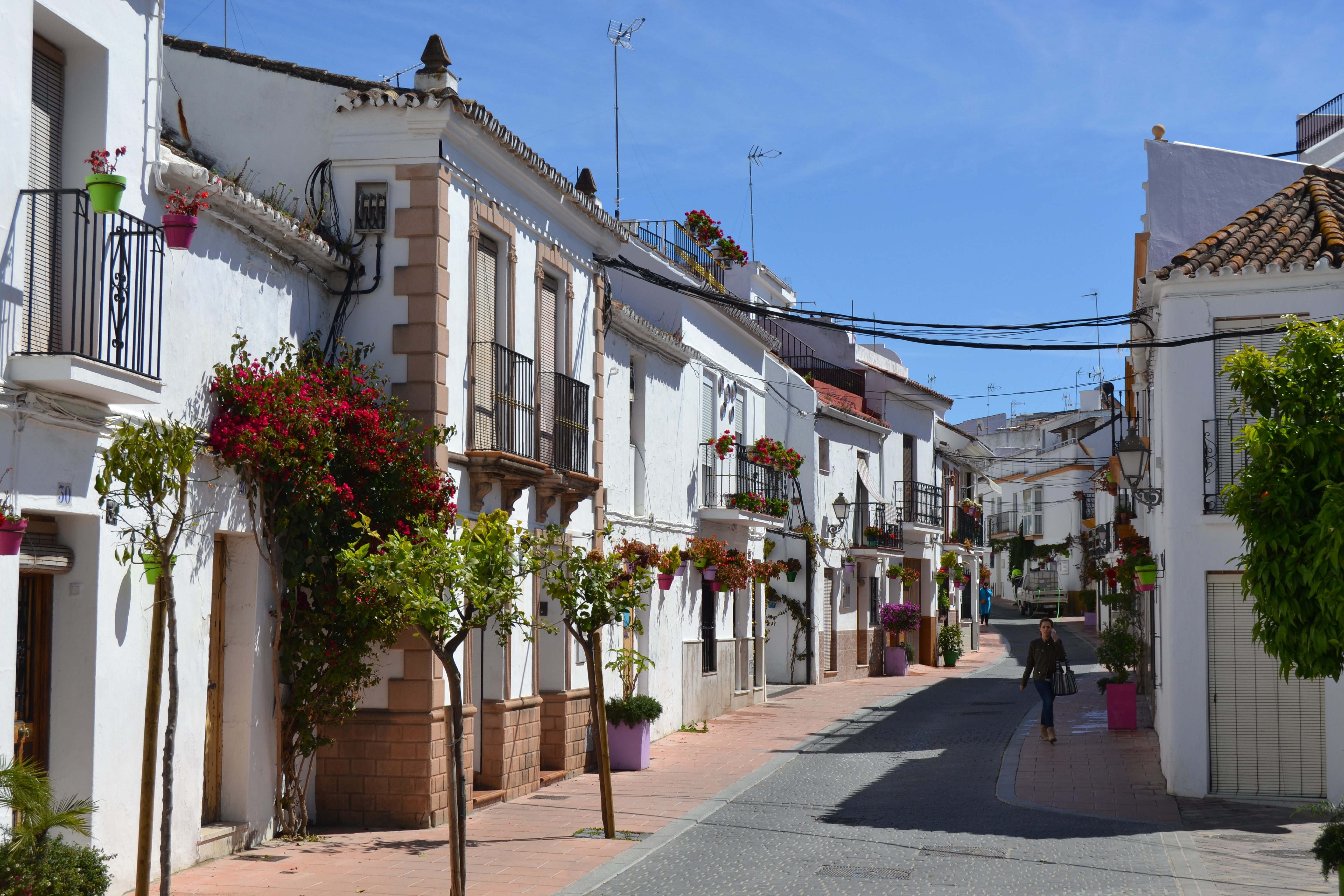
Promenade dans les rues de la vieille ville.
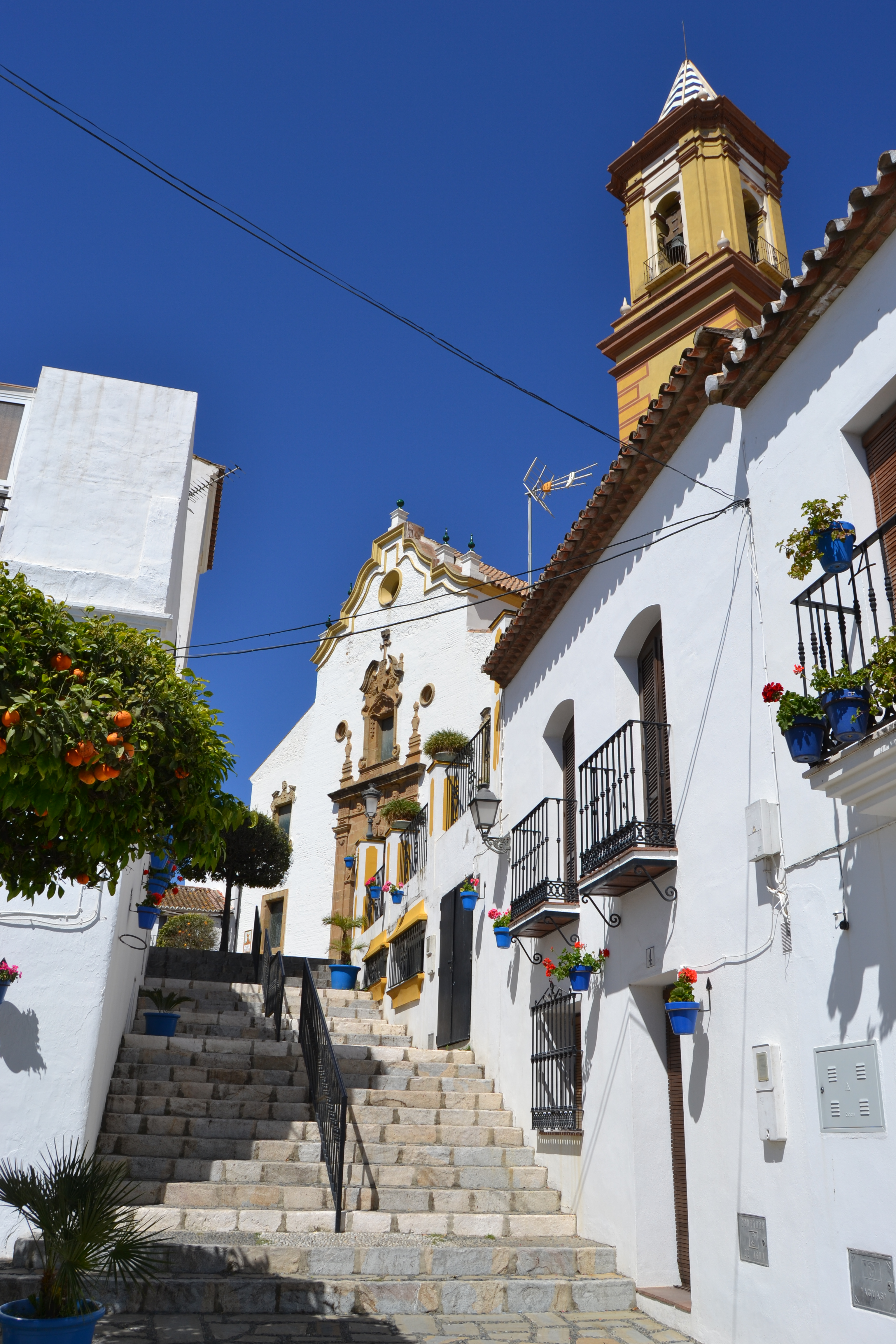
Église et village d'Estepona.

### Musées
- Le Musée municipal d'Estepona
- Le Musée archéologique d'Estepona

### Fresques
La ville compte 31 fresques en différents endroits. L'une d'elles figure parmi les plus grandes du pays, s'étendant sur six édifices consécutifs.

### Évènements et Fêtes populaires
- Le Carnaval, la deuxième semaine du mois de février.
- La Semaine Sainte (Semana Santa)
- La feria de San Isidro Labrador, les 14 et 15 mai.
- La feria d'Estepona, la première semaine de juillet.
- La célébration de la Virgen del Carmen, patronne des marins et de la marine espagnole, le 16 juillet.
- La célébration de Santa María de los Remedios, le 15 août.

## Sport
En 1998, la ville constitua une arrivée d'étape du Tour d'Espagne 1998 remportée par l'Estonien Jaan Kirsipuu.

### Football
L'Unión Estepona Club de Fútbol est le club de football de la ville d'Estepona. Il a été fondé en 1995 après la fusion des 2 clubs Estepona CF et d' AD Estepona. Il évolue actuellement en Tercera División.

### Ville européenne du sport
En 2013, la ville d'Estepona est choisie par la European Capitals and Cities of Sport Federation(ACES Europe) pour figurer parmi les villes européennes du sport.

## Santé
À la suite de l'accord du 19 décembre 2016 avec le Servicio Andaluz de Salud (SAS), la ville d'Estepona financera la construction de son nouveau centre hospitalier. Sa mise en service est prévue pour 2019.

## Personnalités liées à la commune
- La femme politique espagnole María Espinosa de los Monteros (1875-1946), est née à Estepona[2];
- L'actrice française Madeleine Lebeau (1923 - 2016), a pris sa retraite et est décédée à Estepona[3];
- La musicienne britannique Cilla Black (1943-2015), est décédée à Estepona[4];
- Le chanteur-guitariste nord-irlandais Gary Moore (1952-2011) y est décédé en février 2011.
- L'acteur Pepón Nieto (1967-), est né à Estepona;
- L'avocat, universitaire et militant politique franco-espagnol Juan Branco, est né à Estepona en 1989.
- La handballeuse Nuria Benzal (1985-), est née à Estepona;
- La chanteuse et actrice Ana Mena (1997-) est née dans la ville.